# Marcilly-en-Bassigny
Pour les articles homonymes, voir Marcilly.
Marcilly-en-Bassigny est une commune française située dans le département de la Haute-Marne, en région Grand Est.

## Géographie
Marcilly-en-Bassigny est un petit village du Bassigny, région fertile pour toutes sortes de cultures, à quelques kilomètres de Bourbonne-les-Bains, station thermale, et de Langres, ville d'Art et d'Histoire. Sur le territoire de la commune se trouve la chapelle Notre-Dame-de-Presle, classée Monument Historique et lieu de pèlerinage local.
|         | Andilly-en-Bassigny  | Celles-en-Bassigny  |
| Plesnoy | Marcilly-en-Bassigny | Varennes-sur-Amance |
|         | Haute-Amance         |                     |

### Hydrographie
La commune est traversée par la ligne de partage des eaux entre les régions hydrographiques « la Seine de sa source au confluent de l'Oise (exclu) » et le bassin versant de la Saône au sein respectivement du bassin Seine-Normandie et du bassin Rhône-Méditerranée-Corse. Elle est drainée par le ruisseau de Petitgnont, le ru des Gorges, le ru du Chenet, le ruisseau de Grand Pré, le ruisseau de la Barre, le ruisseau de l'Egue, le ruisseau de Poge et le ruisseau du Val de Presle,.

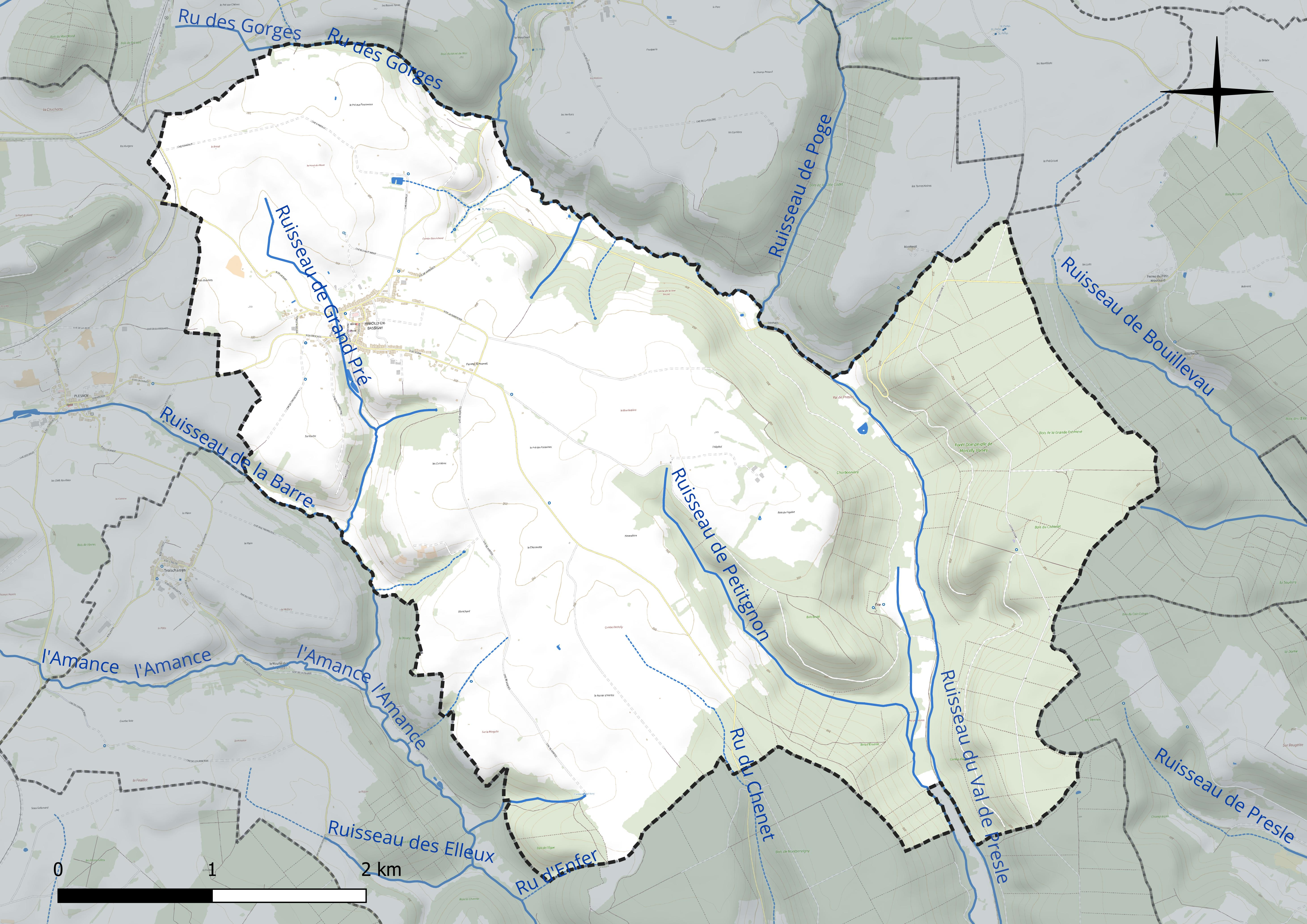
Réseau hydrographique de Marcilly-en-Bassigny.

### Climat
Pour des articles plus généraux, voir Climat du Grand Est et Climat de la Haute-Marne.
En 2010, le climat de la commune est de type climat des marges montargnardes, selon une étude du Centre national de la recherche scientifique s'appuyant sur une série de données couvrant la période 1971-2000. En 2020, Météo-France publie une typologie des climats de la France métropolitaine dans laquelle la commune est exposée à un climat océanique altéré et est dans la région climatique  Lorraine, plateau de Langres, Morvan, caractérisée par un hiver rude (1,5 °C), des vents modérés et des brouillards fréquents en automne et hiver.
Pour la période 1971-2000, la température annuelle moyenne est de 9,8 °C, avec une amplitude thermique annuelle de 17,1 °C. Le cumul annuel moyen de précipitations est de 899 mm, avec 13 jours de précipitations en janvier et 9 jours en juillet. Pour la période 1991-2020, la température moyenne annuelle observée sur la station météorologique de Météo-France la plus proche, « Neuilly-l'Évêque », sur la commune de Neuilly-l'Évêque à 7 km à vol d'oiseau, est de 10,3 °C et le cumul annuel moyen de précipitations est de 859,2 mm. 
La température maximale relevée sur cette station est de 38,8 °C, atteinte le 25 juillet 2019 ; la température minimale est de −22,7 °C, atteinte le 20 décembre 2009,,.
Les paramètres climatiques de la commune ont été estimés pour le milieu du siècle (2041-2070) selon différents scénarios d'émission de gaz à effet de serre à partir des nouvelles projections climatiques de référence DRIAS-2020. Ils sont consultables sur un site dédié publié par Météo-France en novembre 2022.

## Urbanisme

### Typologie
Au 1er janvier 2024, Marcilly-en-Bassigny est catégorisée commune rurale à habitat dispersé, selon la nouvelle grille communale de densité à sept niveaux définie par l'Insee en 2022.
Elle est située hors unité urbaine. Par ailleurs la commune fait partie de l'aire d'attraction de Langres, dont elle est une commune de la couronne,. Cette aire, qui regroupe 77 communes, est catégorisée dans les aires de moins de 50 000 habitants,.

### Occupation des sols
L'occupation des sols de la commune, telle qu'elle ressort de la base de données européenne d’occupation biophysique des sols Corine Land Cover (CLC), est marquée par l'importance des territoires agricoles (58,6 % en 2018), une proportion sensiblement équivalente à celle de 1990 (59,1 %). La répartition détaillée en 2018 est la suivante : 
prairies (45 %), forêts (39,3 %), terres arables (13,6 %), zones urbanisées (2,1 %). L'évolution de l’occupation des sols de la commune et de ses infrastructures peut être observée sur les différentes représentations cartographiques du territoire : la carte de Cassini (XVIIIe siècle), la carte d'état-major (1820-1866) et les cartes ou photos aériennes de l'IGN pour la période actuelle (1950 à aujourd'hui).

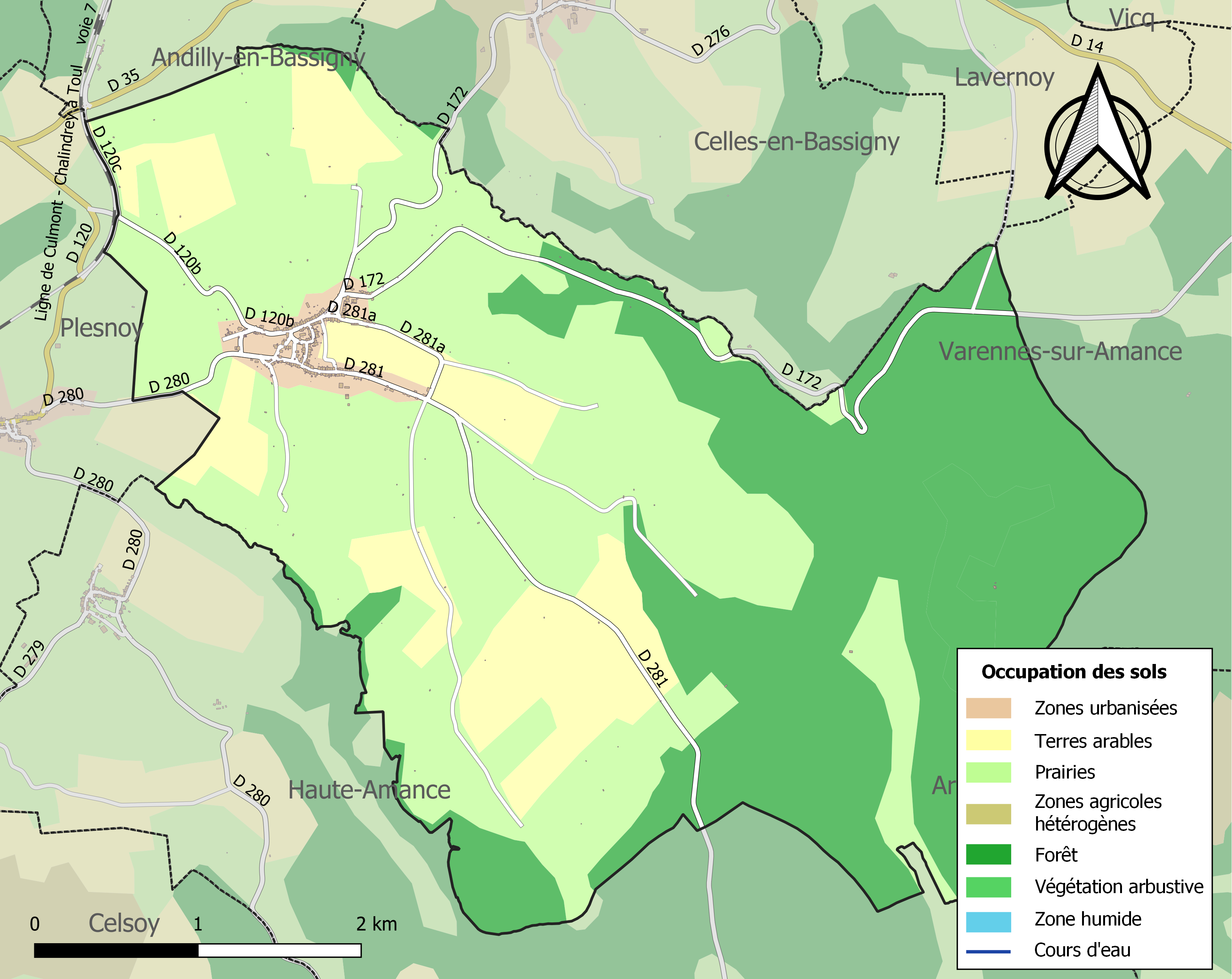
Carte des infrastructures et de l'occupation des sols de la commune en 2018 (CLC).

## Toponymie
Le nom de la localité est attesté sous les formes In eodem pago Lingonico, villam vocatam Marciliacum (834) ; Ecclesia de Marcelliaco (1170) ; Marcilleium (1256) ; Marceilly (1305) ; Marcillex (1321) ; Marcilley (1332) ; Marcilleyum (XIVe siècle) ; Marcilly en Bassigny (1547) ; Marcilly (1732).

La micro-région naturelle du Bassigny couvre le nord-est de l'arrondissement de Langres et une grande partie de l'est de l'arrondissement de Chaumont, lesquels forment la partie méridionale du département de la Haute-Marne en région Grand Est.

## Histoire
Un trésor monétaire a été trouvé en 1880, sur les cent cinquante pièces vingt-six étaient de Gordien le Pieux, vingt-trois de Philippe l'Arabe ou de sa famille, dix-sept de Trebonien Galle et Volusien.[réf. nécessaire]

## Politique et administration
| Période                                  | Période       | Identité           | Étiquette | Qualité |
| ---------------------------------------- | ------------- | ------------------ | --------- | ------- |
| 1843                                     | 1848          | Étienne Boitouzet  |           |         |
| 1848                                     | 1860          | Claude Mongin      |           |         |
| 1860                                     | 1871          | Nicolas Mollet     |           |         |
| 1871                                     | 1876          | Justin Péchiné     |           |         |
| 1876                                     | 1908          | Auguste Bourceaux  |           |         |
| 1908                                     | 1912          | Victor Henry       |           |         |
| 1912                                     | 1916/...      | Auguste Bourceaux  |           |         |
|                                          |               |                    |           |         |
|                                          |               | Georges Marchand   |           |         |
|                                          | 1989          | Michel Gobillot    |           |         |
| 1989                                     | 1995          | Daniel Chemin      |           |         |
| 1995                                     | 2001          | Jean-François Koch |           |         |
| mars 2001                                | 2008          | Jean-François Koch |           |         |
| mars 2008                                | novembre 2008 | Michel Da Rocha    |           |         |
| mars 2009                                | août 2013     | Christian Poor     |           |         |
| août 2013                                | mai 2014      | Carbillet Joël     |           |         |
| mai 2014                                 | mars 2020     | Jacky Degand       |           |         |
| mars 2020                                | Actuel        | Jean-François Koch |           |         |
| Les données manquantes sont à compléter. |               |                    |           |         |

## Population et société

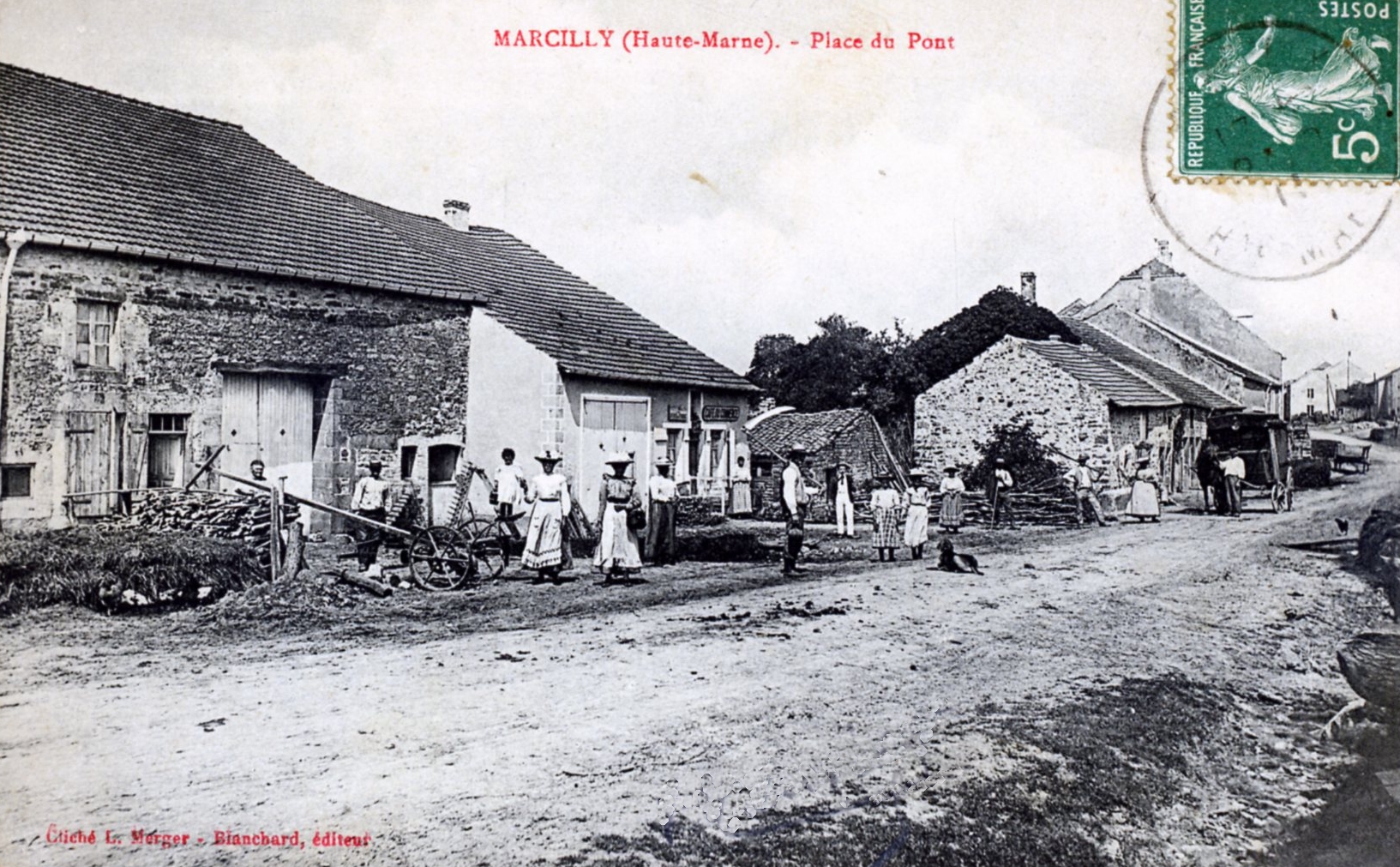
Habitants du village dans la rue principale vers 1910.

### Démographie

#### Évolution démographique
L'évolution du nombre d'habitants est connue à travers les recensements de la population effectués dans la commune depuis 1793. Pour les communes de moins de 10 000 habitants, une enquête de recensement portant sur toute la population est réalisée tous les cinq ans, les populations de référence des années intermédiaires étant quant à elles estimées par interpolation ou extrapolation. Pour la commune, le premier recensement exhaustif entrant dans le cadre du nouveau dispositif a été réalisé en 2008.

En 2022, la commune comptait 223 habitants, en évolution de +5,19 % par rapport à 2016 (Haute-Marne : −4,62 %, France hors Mayotte : +2,11 %).
| 1793 | 1800 | 1806 | 1821 | 1831 | 1836 | 1841 | 1846 | 1851 |
| ---- | ---- | ---- | ---- | ---- | ---- | ---- | ---- | ---- |
| 700  | 516  | 813  | 764  | 849  | 812  | 786  | 789  | 787  |

| 1856 | 1861 | 1866 | 1872 | 1876 | 1881 | 1886 | 1891 | 1896 |
| ---- | ---- | ---- | ---- | ---- | ---- | ---- | ---- | ---- |
| 741  | 728  | 732  | 665  | 635  | 625  | 626  | 588  | 573  |

| 1901 | 1906 | 1911 | 1921 | 1926 | 1931 | 1936 | 1946 | 1954 |
| ---- | ---- | ---- | ---- | ---- | ---- | ---- | ---- | ---- |
| 586  | 567  | 548  | 503  | 443  | 430  | 436  | 402  | 387  |

| 1962 | 1968 | 1975 | 1982 | 1990 | 1999 | 2006 | 2008 | 2013 |
| ---- | ---- | ---- | ---- | ---- | ---- | ---- | ---- | ---- |
| 348  | 308  | 405  | 400  | 277  | 234  | 229  | 228  | 215  |

| 2018 | 2022 | - | - | - | - | - | - | - |
| ---- | ---- | - | - | - | - | - | - | - |
| 223  | 223  | - | - | - | - | - | - | - |

## Lieux et monuments

### Chapelle Notre-Dame-de-Presles

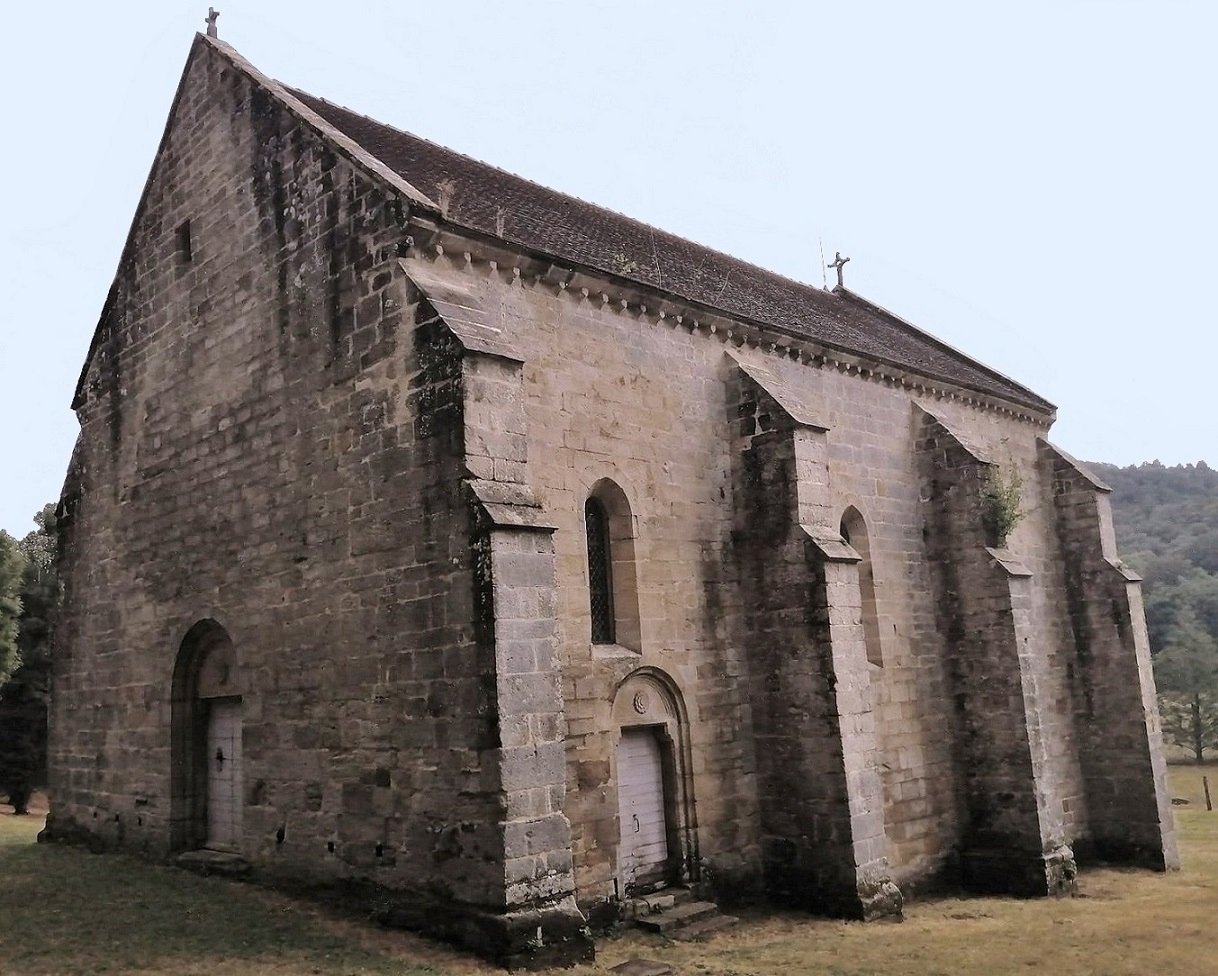
Chapelle Notre-Dame-de-Presles.

La Chapelle Notre-Dame de Presles, située à Marcilly-en-Bassigny, dans le département de la Haute-Marne, est un édifice religieux chargé d'histoire et d'une grande importance locale. Elle se trouve au cœur d'un site rural et paisible, entourée de verdure, et témoigne de la richesse patrimoniale de la région. La chapelle est dédiée à la Notre-Dame de Presles et constitue un lieu de pèlerinage et de recueillement pour les fidèles depuis plusieurs siècles.
La chapelle avec son style gothique a été érigé au début du XIVe siècle. Constitué de trois travées et doté d'un chevet plat, l'édifice a la particularité de posséder sous son chœur une crypte voûtée en berceau brisé, où jaillit une source. En cet endroit se déroulait autrefois un pèlerinage très fréquenté. On venait de loin vénérer la statuette et la source réputée miraculeuse. Classée Monument Historique le 9 juillet 1909.
Chaque année, la chapelle attire visiteurs et pèlerins venus admirer ses murs empreints de spiritualité et ses quelques reliques ou ornements historiques. La Chapelle Notre-Dame de Presles incarne ainsi un précieux témoin de la vie religieuse et culturelle de Marcilly-en-Bassigny et de ses environs.

#### Légende de la statuette
Il existe une légende relatant l'origine de la chapelle. Autrefois, un pâtre conduisait régulièrement son troupeau dans le vallon de Presles. Il remarqua qu'un de ses bœufs semblait toujours revenir au même endroit pour paître, et que l'herbe y repoussait incroyablement vite.
Intrigué par ce phénomène, il décida de creuser et mit au jour une statue de la Vierge Marie portant l'Enfant Jésus. La statue fut transportée dans l'église du village, mais à trois reprises, elle disparut pour réapparaître à l'endroit exact de sa découverte. On comprit alors que la sainte souhaitait être vénérée en ce lieu isolé. C'est ainsi que l'on décida de construire la chapelle et d'y organiser un pèlerinage.

### Temple de l'Amour
Le « Temple de l'Amour », petite fontaine située sur la place principale du village, même architecture que le Temple d'Amour du village de Hortes.

### Grange aux dîmes

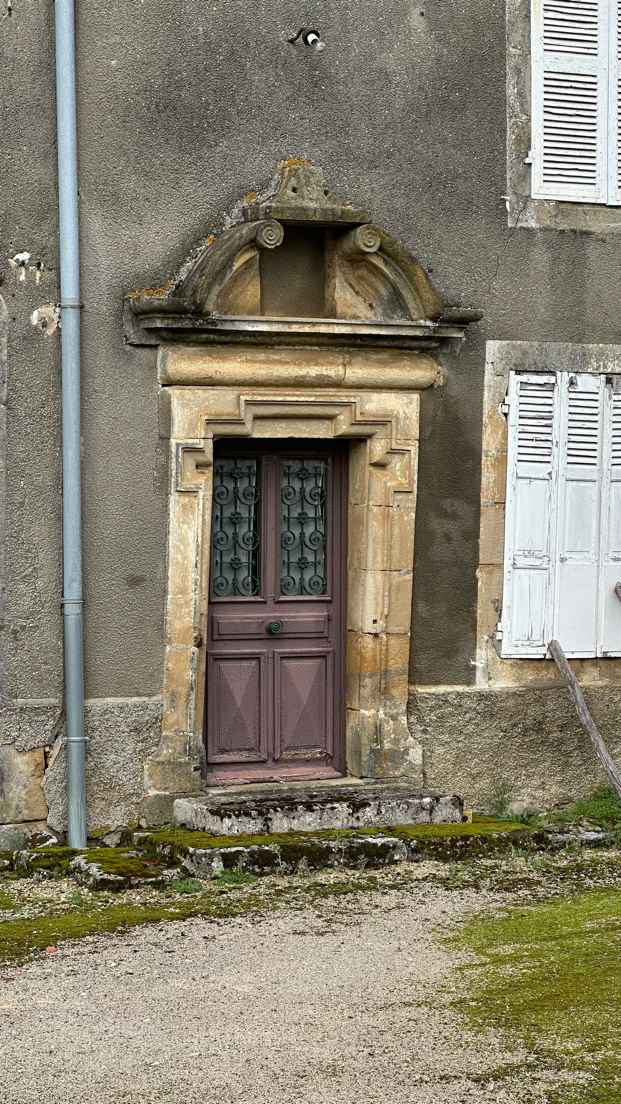
Porte de la Grange Dîmière.

La Grange aux dîmes, également appelée la Grange dîmière, est un édifice historique. Construite au XVIIe siècle, elle témoigne de l'activité agricole et de la collecte de la dîme, impôt en nature prélevé principalement sur les récoltes, en vigueur à l'époque.
L'entrée principale de la Grange dîmière, marquée par une porte, est inscrite aux monuments historiques par arrêté du 3 octobre 1929. Cette inscription atteste de la valeur patrimoniale de cet élément architectural.
La Grange dîmière se situe au 33, rue du Pâtis, 52360 Marcilly-en-Bassigny.